# Mario Bertoncini
Mario Bertoncini (né à Rome le 27 septembre 1932 et mort à Sienne le 19 janvier 2019) est un compositeur, pianiste et enseignant italien des XXe et XXIe siècles. Il vivait à Cetona, en Toscane.
En tant que pianiste, il interpréta la musique de John Cage, Giacinto Scelsi, Terry Riley, Morton Feldman, etc.

## Biographie
Né à Rome, Bertoncini a étudié la composition musicale avec Goffredo Petrassi, le piano avec Rodolfo Caporali et la musique électronique avec Gottfried Michael Koenig. Il a commencé sa carrière comme pianiste de concert en Europe en 1956. Pendant plusieurs décennies, il s'est produit largement en tant que soliste à la fois récital et orchestre; comparaissant sous la direction de chefs tels que Bruno Maderna, Daniele Paris, Mario Rossi, Paul Hupperts et Roelof Krol, entre autres. Il a été membre du groupe d'improvisation basé à Rome Gruppo di Improvvisazione di Nuova Consonanza de 1965 à 1973; notamment en tant que président du groupe de 1970 à 1972.
En 1967, Bertoncini est nommé professeur à la faculté de musique du Conservatoire de Pesaro, où il restera jusqu'en 1973. En 1974, il est nommé artiste en résidence au service allemand d'échanges universitaires à Berlin où il crée des sculptures sonores cinétiques en plein air, destinées à la présentation. au Berliner Festwochen. En 1975-1976, il a travaillé à la faculté de musique de l'Université McGill à Montréal. De 1980 jusqu'à sa retraite en 2004, il a enseigné à la faculté de musique de l'Université des arts de Berlin. Son dernier domicile était Cetona, en Italie.